# Sicheres Netz hilft
Sicheres Netz hilft e.V. war ein gemeinnütziger Verein, der im Jahr 2008 gegründet wurde. Ende Juni 2022 wurde die Organisation aufgelöst.

## Vereinszweck
Der Verein befasste sich mit der Sicherheit im Internet insbesondere hinsichtlich des Kinder- und Jugendschutzes (Prävention) und der Opferhilfe (Förderung von entsprechenden Projekten). Themenschwerpunkte waren die Prävention von Internetmobbing, Internetstalking, Internetbetrug, die Sicherheit bei der Nutzung sozialer Netzwerke, der kompetente Umgang mit persönlichen Daten im Internet und die Bekämpfung der (Kinder-)Pornografie im Internet.

## Tätigkeiten des Vereins
Der Verein führte eigene Projekte zur Internetsicherheit durch (Aktionstage an Schulen mit dem Schwerpunkt Neue Medien) und unterstützte Projekte zum Opferschutz und zur präventiven Sicherheitsarbeit bei der Nutzung von neuen Medien.
Zielgruppen der Vereinstätigkeit waren sowohl Kinder und Jugendliche, als auch Eltern, Lehrer, Pädagogen, Sozialarbeiter, Verantwortliche von Bildungsträgern und Institutionen, Lehramtsstudenten und Polizisten.

## Unterstützung
Der Verein Sicheres Netz hilft e. V. wurde u. a. von der Auerbach-Stiftung und verschiedenen Sparkassen und anderen Sponsoren unterstützt.